# Rifargia tulira
Rifargia tulira är en fjärilsart som beskrevs av William Schaus 1906. Rifargia tulira ingår i släktet Rifargia och familjen tandspinnare. Inga underarter finns listade.